# Schloss Engelstein

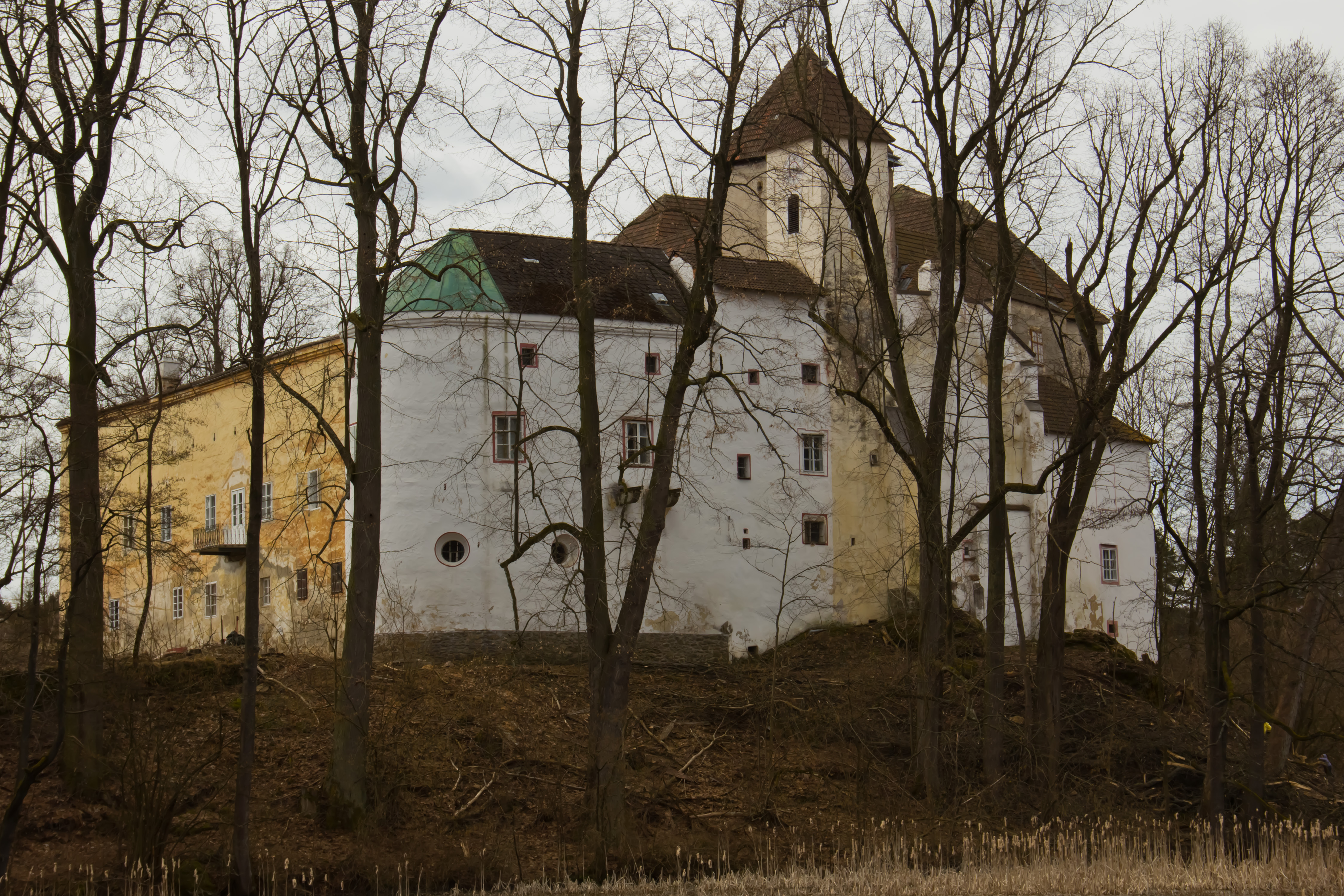
Schloss im Ort Engelstein

Schloss Engelstein ist eine Hügelburg im Westen des Ortes Engelstein in der Marktgemeinde Großschönau im Bezirk Gmünd in Niederösterreich. Das Schloss steht unter Denkmalschutz (Listeneintrag).

## Geschichte

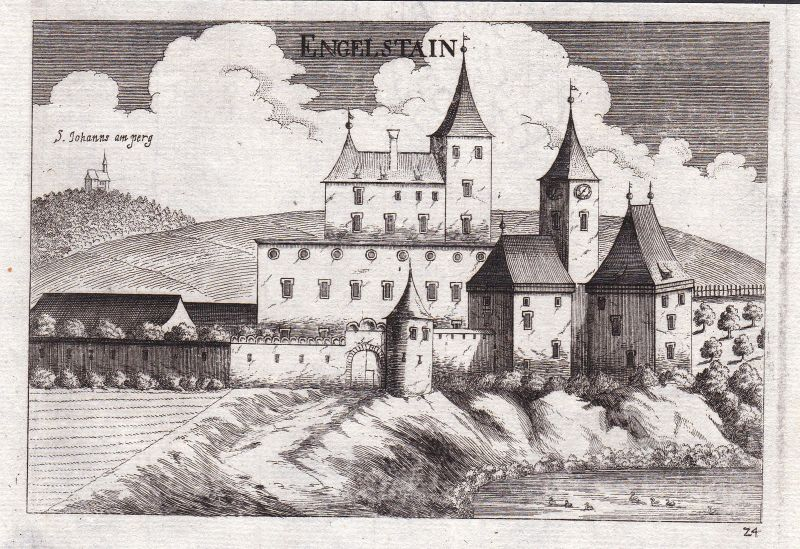
Kupferstich von Georg Matthäus Vischer aus dem Jahr 1629 – Burg „ENGELSTAIN“ (Engelstein)

Anfangs gehörte die Burg den Kuenringern. Dann war die Burg ein Lehen der Herren von Walsee. Wohl an der Stelle eines ehemaligen Wachturmes an einer Straßenkreuzung wurde nach der Zerstörung der Burg Harmannstein um 1300 der Bau der Burg begonnen.

## Architektur
Die Burg ist auf drei Seiten durch Teiche geschützt. Die Hauptburg mit einem Bergfried steht oberhalb einer Vorburg und eines Wirtschaftshofes.